# Athelia subovata
Athelia subovata ist eine Ständerpilzart aus der Familie der Gewebehautverwandten (Atheliaceae). Sie bildet resupinate, weißliche und häutchenartige Fruchtkörper auf Koniferen, Moosen und Bedecktsamern aus. Die bekannte Verbreitung der Art beschränkt sich auf Schweden.

## Merkmale

### Makroskopische Merkmale
Athelia subovata bildet wie alle Arten der Gewebehäute (Athelia) dünne Fruchtkörper mit glattem Hymenium und ausdünnenden Rändern aus. Sie sind weißlich und lassen sich leicht vom Substrat ablösen.

### Mikroskopische Merkmale
Athelia subovata besitzt eine für Gewebehäute typische monomitisch Hyphenstruktur, das heißt, sie besitzt lediglich generative Hyphen, die dem Wachstum des Fruchtkörpers dienen. Die Hyphen sind hyalin und dünn- bis leicht dickwandig. Die Subicularhyphen besitzen häufig Schnallen, die Subhymenialhyphen sind dagegen immer einfach septiert, beide sind 4–5 µm breit und teilweise mit Kristallen besetzt. Die Art verfügt nicht über Zystiden. Ihre Basidien sind breit zylindrisch bis keulenförmig, 13–19 × 4,5–5,5 µm groß. An der Basis sind sie einfach septiert, sie besitzen vier Sterigmata und wachsen büschelig an den Trägerhyphen. Die Sporen des Pilzes sind schmal eiförmig geformt, 6,5–75 × 2,5–3,2 µm groß, glatt und dünnwandig sowie hyalin. Sie besitzen einen kleinen, aber deutlichen seitlichen Fortsatz.

## Verbreitung
Die bekannte Verbreitung von Athelia subovata umfasst lediglich die Region um die Typlokalität im schwedischen Ångermanland.

## Ökologie
Athelia subovata ist ein Saprobiont, der Totholz von Koniferen und Bedecktsamer befällt. Bekannte Wirtsarten sind Gemeine Fichte (Picea abies) und Espe (Populus tremula).